# Loïc Courteau
Loïc Courteau (* 6. Januar 1964 in Bordeaux) ist ein ehemaliger französischer Tennisspieler und Tennistrainer.

## Karriere
Courteau stand 1982 im Finale des Juniorenturniers der French Open. Im selben Jahr wurde er Tennisprofi und stand im Finale des ATP-Turniers von Quito, das er gegen Andrés Gómez verlor. Es blieb seine einzige Finalteilnahme im Herreneinzel. In den folgenden Jahren erreichte er mit Guy Forget mehrere Endspiele im Doppel, 1986 gewann er in Buenos Aires seinen einzigen Titel an der Seite von Horst Skoff. Gegen Ende der 1980er Jahre spielte er vermehrt auf der ATP Challenger Tour beziehungsweise auf Satellite-Turnieren; unter anderem gewann er mit Tore Meinecke 1987 das Challenger-Turnier von Kairo. Seine höchsten Notierungen in der ATP-Weltrangliste erreichte er 1982 mit Position 159 im Einzel sowie 1987 mit Position 37 im Doppel.
Sein bestes Abschneiden bei einem Grand-Slam-Turnier war das Erreichen der dritten Runde in Wimbledon 1983. Sein bestes Resultat in der Doppelkonkurrenz war die Achtelfinalteilnahme 1984 bei den French Open.
Nach seinem Rücktritt vom Profisport arbeitete Courteau als Tennistrainer. Er war von 2002 bis 2008 Trainer von Amélie Mauresmo, die er zu zwei Grand-Slam-Titeln und an die Spitze der Weltrangliste führte.

## Erfolge
| Legende                       |
| Grand Slam                    |
| Tennis Masters Cup            |
| ATP Masters Series            |
| ATP International Series Gold |
| ATP International Series (1)  |
| ATP Challenger Tour (1)       |

### Einzel

#### Finalteilnahmen
| Nr. | Datum            | Turnier | Belag | Finalgegner  | Ergebnis |
| --- | ---------------- | ------- | ----- | ------------ | -------- |
| 1   | 1. November 1982 | Quito   | Sand  | Andrés Gómez | 3:6, 4:6 |

### Doppel

#### Turniersiege

##### ATP Tour
| Nr. | Datum             | Turnier      | Belag | Partner     | Finalgegner                  | Ergebnis      |
| --- | ----------------- | ------------ | ----- | ----------- | ---------------------------- | ------------- |
| 1   | 10. November 1986 | Buenos Aires | Sand  | Horst Skoff | Gustavo Luza Gustavo Tiberti | 3:6, 6:4, 6:3 |

##### Challenger Tour
| Nr. | Datum         | Turnier | Belag | Partner       | Finalgegner                  | Ergebnis      |
| --- | ------------- | ------- | ----- | ------------- | ---------------------------- | ------------- |
| 1   | 16. März 1987 | Kairo   | Sand  | Tore Meinecke | Jordi Arrese David de Miguel | 2:6, 7:6, 6:4 |

#### Finalteilnahmen
| Nr. | Datum              | Turnier      | Belag     | Partner          | Finalgegner                    | Ergebnis      |
| --- | ------------------ | ------------ | --------- | ---------------- | ------------------------------ | ------------- |
| 1.  | 23. September 1984 | Bordeaux (1) | Sand      | Guy Forget       | Pavel Složil Blaine Willenborg | 1:6, 4:6      |
| 2.  | 8. April 1985      | Nizza        | Sand      | Guy Forget       | Claudio Panatta Pavel Složil   | 6:3, 3:6, 6:8 |
| 3.  | 22. April 1985     | Marbella     | Sand      | Michiel Schapers | Andrés Gómez Cássio Motta      | 1:6, 1:6      |
| 4.  | 30. November 1986  | Itaparica    | Hartplatz | Guy Forget       | Chip Hooper Mike Leach         | 5:7, 3:6      |
| 5.  | 12. Juli 1987      | Gstaad       | Sand      | Guy Forget       | Jan Gunnarsson Tomáš Šmíd      | 6:7, 2:6      |